# Герб Островов Кука
Центральным элементом герба Островов Кука является щит синего цвета, в центре которого расположено кольцо из 15 белых звёзд, символизирующих 15 островов архипелага. Справа от щита изображена белая крачка (или какаиа на языке маори островов Кука), символизирующая небо и чистоту. В клюве она держит крест, символизирующий христианскую веру. Слева от щита изображена летучая рыба (или мароро), символизирующую богатство океана. Рыба держит раротонгскую дубинку, как знак богатства традиций островов Кука.
Щит венчает головной убор (или паре-кура) арики (верховного вождя островов Кука), символизирующий важность традиций. На золотой ленте под щитом написано название страны — «Cook Islands». Под щитом также изображены листья кокосовой пальмы, показывающие плодородие почв.
Герб Островов Кука был создан Питером Бидом (англ. Peter Beade), профессором Университета Окленда, и принят в 1980 году.